# Lista de chefes de Estado e de governo recebidos por Donald Trump
Esta é uma lista das visitas de chefes de Estado e de governo recepcionadas por Donald Trump na condição de 45º e 47° Presidente dos Estados Unidos. Devido à sua vitória eleitoral em 2024, Trump tornou-se o segundo presidente da história estadunidense a exercer dois mandatos não consecutivos, tendo sido o primeiro Grover Cleveland entre 1893 e 1889. Desta forma, o presente artigo lista as visitas diplomáticas recebidas por Trump ao decorrer de ambas as suas presidências.
A Constituição dos Estados Unidos estipula em seu Artigo II que o presidente é o responsável pela condução das relações exteriores e da política externa, sendo portanto uma de suas incumbências a recepção formal de dignitários estrangeiros como representante do governo estadunidense. O Presidente estadunidense pode recepcionar seus visitantes estrangeiros em qualquer instalação pública federal no território do país, como edifícios públicos diversos e bases militares. No entanto, a maioria das visitas diplomáticas que envolvem o Presidente estadunidense ocorrem na Casa Branca, em Washington, D.C.
Desde a sua primeira posse presidencial em 20 de janeiro de 2017 até o fim de seu primeiro mandato em 20 de janeiro de 2021, Trump recepcionou inúmeros chefes de Estado e chefes de governo na Casa Branca, residência oficial e sede do gabinete de trabalho do presidente norte-americano, bem como em demais instalações oficiais localizadas pelo território estadunidense.

## Primeira presidência (2017–2021)

### 2017
| Data           | Local       | Mandatário           | País        | Detalhes |
| -------------- | ----------- | -------------------- | ----------- | --- |
| 27 de janeiro  | Casa Branca | Theresa May          | Reino Unido | A Primeira-ministra britânica Theresa May viajou aos Estados Unidos para participar de um ciclo de conferências bianuais do Partido Republicano. Após o evento, May reuniu-se com Donald Trump na Casa Branca, sendo a primeira líder estrangeira recebida pelo presidente estadunidense desde sua posse em janeiro do mesmo ano. Os dois líderes discutiram as relações comerciais antes das negociações do Brexit, a expansão e atuação da OTAN, a Guerra Civil Síria, as relações comerciais e diplomáticas com a Rússia e o combate ao terrorismo. |
| 16 de março    | Casa Branca | Enda Kenny           | Irlanda     | Seguindo uma tradição entre os dois países, Trump recebeu o Taoiseach Enda Kenny na Casa Branca no Dia de São Patrício. Os dois líderes discutiram temas de cooperação internacional, laços culturais, economia europeia após o Brexit e a entrada irregular de imigrantes irlandeses nos Estados Unidos. |
| 17 de março    | Casa Branca | Angela Merkel        | Alemanha    | |
| 30 de março    | Casa Branca | Lars Løkke Rasmussen | Dinamarca   | |
| 6 de abril     | Mar-a-Lago  | Xi Jinping           | China       | |
| 20 de abril    | Casa Branca | Paolo Gentiloni      | Itália      | |
| 16 de maio     | Casa Branca | Recep Tayyip Erdoğan | Turquia     | |
| 9 de junho     | Casa Branca | Klaus Iohannis       | Roménia     | |
| 20 de junho    | Casa Branca | Petro Poroshenko     | Ucrânia     | |
| 28 de agosto   | Casa Branca | Sauli Niinistö       | Finlândia   | |
| 26 de setembro | Casa Branca | Mariano Rajoy        | Espanha     | |
| 17 de outubro  | Casa Branca | Alexis Tsipras       | Grécia      | |
| 30 de novembro | Casa Branca | Hamad bin Isa        | Bahrein     | |

### 2018
| Data       | Local       | Mandatário | País          | Detalhes |  |
| ---------- | ----------- | ---------- | ------------- | --- |  |
| 2 de julho | Casa Branca | Mark Rutte | Países Baixos | Trump recebeu o Primeiro-ministro neerlandês Mark Rutte na Casa Branca. No Salão Oval, os dois líderes conversaram sobre temas de interesse mútuo como segurança, investimentos e vagas de trabalho com o intiuto de melhorar ainda mais as boas relações entre os dois países. |  |

### 2019
| Data            | Local       | Mandatário          | País                 | Detalhes |
| --------------- | ----------- | ------------------- | -------------------- | --- |
| 13 de fevereiro | Casa Branca | Iván Duque          | Colômbia             | |
| 7 de março      | Casa Branca | Andrej Babis        | Chéquia              | |
| 14 de março     | Casa Branca | Leo Varadkar        | Irlanda              | |
| 19 de março     | Casa Branca | Jair Bolsonaro      | Brasil               | Trump recebeu o Presidente brasileiro Jair Bolsonaro em sua primeira viagem oficial após a posse presidencial, na Casa Branca. Os dois líderes trocaram presentes e debateram sobre temas como um Hemisfério ocidental mais próspero, seguro e democrático. |
| 22 de março     | Mar-a-Lago  | Hubert Minnis       | Bahamas              | |
| 22 de março     | Mar-a-Lago  | Jovenel Moïse       | Haiti                | |
| 22 de março     | Mar-a-Lago  | Andrew Holness      | Jamaica              | |
| 22 de março     | Mar-a-Lago  | Danilo Medina       | República Dominicana | |
| 22 de março     | Mar-a-Lago  | Allen Chastanet     | Santa Lúcia          | |
| 25 de março     | Casa Branca | Benjamin Netanyahu  | Israel               | |
| 9 de abril      | Casa Branca | Abdul Fatah al-Sisi | Egito                | |
| 11 de abril     | Casa Branca | Moon Jae-in         | Coreia do Sul        | |
| 26 de abril     | Casa Branca | Shinzo Abe          | Japão                | |
| 3 de maio       | Casa Branca | Peter Pellegrini    | Eslováquia           | |
| 16 de maio      | Casa Branca | Ueli Maurer         | Suíça                | |

## Segunda presidência (2025–presente)

### 2025
| Data            | Local       | Mandatário          | País        | Detalhes |
| --------------- | ----------- | ------------------- | ----------- | --- |
| 4 de fevereiro  | Casa Branca | Benjamin Netanyahu  | Israel      | No início de fevereiro, o Primeiro-ministro israelense Benjamin Netanyahu tornou-se o primeiro líder estrangeiro a ser recebido por Trump em seu segundo mandato presidencial. Trump anunciou a visita de Netanyahu durante um compromisso de governo em Maryland, descrevendo-a como um "grande encontro" e "uma honra". Os dois líderes debateram questões de interesse bilateral, como a segunda fase de negociações para um cessar-fogo com o Hamas, a continuidade do programa nuclear iraniano e negociações com Egito e Jordânia sobre o fluxo de refugiados palestinos. Na coletiva de imprensa seguinte à reunião, Trump afirmou que os Estados Unidos tomariam controle da Faixa de Gaza e construíram uma "verdadeira riviera" na região. Por sua vez, Netanyahu não respondeu diretamente à proposta e reafirmou a importância da aliança estratégica entre os dois países na resolução do conflito.                          |
| 7 de fevereiro  | Casa Branca | Shigeru Ishiba      | Japão       | |
| 11 de fevereiro | Casa Branca | Abdullah II         | Jordânia    | O Rei Abdullah II foi o segundo líder do Oriente Médio e o primeiro monarca reinante recebido por Trump em seu segundo mandato presidencial. Na ocasião, os dois líderes realizaram uma reunião privada no Salão Oval para discussão de temas estratégicos, como a mediação da Jordânia nas negociações pelo cessar-fogo do conflito Israel-Hamas, acordos de fortalecimento da relação comercial entre os dois países e o posicionamento do governo jordaniano sobre os refugiados palestinos. Abdullah II reafirmou o interesse de seu país em apoiar a negociação para a paz regional, mas declarou ser "contrário ao deslocamento de palestinos da Faixa de Gaza e da Cisjordânia". |
| 13 de fevereiro | Casa Branca | Narendra Modi       | Índia       | |
| 24 de fevereiro | Casa Branca | Emmanuel Macron     | França      | Um crítico anterior da Administração Trump em pontos cruciais como o programa nuclear iraniano e a política climática, Macron foi o primeiro líder europeu e liderança da OTAN recebido na Casa Branca no segundo mandato presidencial de Trump. Na reunião bilateral, os dois líderes concordaram sobre a continuidade do apoio militar internacional à Ucrânia no contexto do conflito com a Rússia e anunciaram a intenção de avançar nas negociações de paz. Entretanto, em dado momento da coletiva de imprensa, Macron afirmou que a União Europeia estaria ajudando integralmente o governo ucraniano enquanto Trump manteve a posição de que a organização estaria recebendo de volta o aporte financeiro doado anteriormente. Trump também defendeu que as negociações devem avançar mesmo com a discordância pontual de Volodymyr Zelensky e que os Estados Unidos deveriam ser ressarcidos do investimento bélico no conflito. |
| 27 de fevereiro | Casa Branca | Keir Starmer        | Reino Unido | |
| 28 de fevereiro | Casa Branca | Volodymyr Zelenskyy | Ucrânia     | |